# Fritz Lieb
Fritz Lieb (* 10. Juni 1892 in Rothenfluh; † 6. November 1970 in Basel) war ein Schweizer reformierter Theologe und Slawist, der als Experte für russische Geistesgeschichte galt.

## Leben
Lieb studierte ab 1912 in Basel, Berlin und Zürich Orientalische Sprachen und Evangelische Theologie. Beeinflusst von den religiösen Sozialisten Leonhard Ragaz und Hermann Kutter, lernte er schon während des Studiums die russische Sprache und trat als Mitglied der Sozialdemokratischen Partei der Schweiz für deren Beitritt zur Kommunistischen Internationale ein. Im Mai/Juni 1921 ermöglichte er als Vikar in Safenwil Karl Barth den Abschluss seiner Römerbriefauslegung. Auf die Promotion zum Dr. theol. 1923 liess er im nächsten Jahr gleich die Habilitation an der Universität Basel folgen. Als Privatdozent bereiste er mit seinen Russland-Vorträgen ganz Europa und begann systematisch Bücher über die russische Kirchen- und Geistesgeschichte zusammenzutragen. 1929 wurde er auf Antrag Barths an die Universität Bonn umhabilitiert und 1931 zum ausserordentlichen Professor berufen, musste Deutschland nach der Machtergreifung der Nationalsozialisten 1933 aber verlassen und emigrierte nach Paris.
Während seiner dreijährigen Zeit in Paris gründete Lieb die antifaschistische Freie deutsche Akademie und hielt engen Kontakt u. a. mit Walter Benjamin und Heinrich Mann sowie mit dem russischen Philosophen Nikolai Berdjajew, einem Mitarbeiter seiner schon 1929 gegründeten Zeitschrift Orient und Occident.
1937 folgte ein Ruf als ausserordentlicher Professor für Dogmatik und Theologiegeschichte mit besonderer Berücksichtigung der östlichen Kirchen an der Basler Universität. 1946 erhielt Lieb die Berufung auf eine Professur für „Osteuropäische Kirchenkunde“ an der Humboldt-Universität Berlin, die er aber nur bis 1949 (neben dem Basler Extraordinariat) wahrnahm. 1958 rückte er in Basel in eine ordentliche Professur auf.
Seine russisch-slavistische Bibliothek schenkte er Ende 1951 der Universitätsbibliothek Basel. Die Bibliothek Lieb umfasst ca. 13.000 Monographien, Periodika und Handschriften vom 17. Jahrhundert bis in die 1980er Jahre.

## Schriften (Auswahl)
- Franz Baaders Jugendgeschichte: Die Frühentwicklung eines Romantikers. Chr. Kaiser Verlag, München 1926 (Habil.)
- Glaube und Offenbarung bei Johann Georg Hamann. München: Chr. Kaiser, 1926
- Das westeuropäische Geistesleben im Urteile russischer Religionsphilosophie J. C. B. Mohr Verlag, Tübingen 1929
- Das geistige Gesicht des Bolschewismus. Hrsg. im Auftr. d. Forschungsabteilung d. Ökumen. Rates, Gotthelf-Verlag, Bern 1935
- Christ und Antichrist im Dritten Reich: Der Kampf der Deutschen Bekenntniskirche. Éditions du Carrefour, Paris 1936
- Russland unterwegs: Der russische Mensch zwischen Christentum und Kommunismus. Bern 1945
- Die Selbsterfassung des russischen Menschen im Werke Dostojewskijs und Solowjews. Chronos Verlag, Berlin 1947
- Christentum und Marxismus. Berlin 1949.
- Valentin Weigels Kommentar zur Schöpfungsgeschichte und das Schrifttum seines Schülers Benedikt Biedermann. Eine literarkritische Untersuchung zur mystischen Theologie des 16. Jahrhunderts. EVZ, Zürich 1962
- Sophia und Historie: Aufsätze zur östlichen und westlichen Geistes- und Theologiegeschichte. Hrsg. von Martin Rohkrämer. EVZ, Zürich 1962